# Речна тераса
Речна тераса е естествена хоризонтална или слабонаклонена площадка, ограничена в долния и горния си край от отстъпи.
Речните тераси са с различна големина и могат да са разположени по двата склона или само по единия на дадена речна долина. В повечето случаи те са разположени на стъпала с различен наклон към долината на реката. Те представляват следи от стари долинни дъна, свързани с развитието на долината и реката, която я отводнява. У нас се срещат най-често група от шест тераси, чието разположение на стъпала се свързва с въздействието на кватернерните колебателни движения. Първата основна тераса се нарича ливадна или заливна. Тя се нарича така, защото много често при пълноводия тя се залива от водите на реката. Над нея, на височина 7, 15, 30, 60 и 90 m над съвременното речно легло, са разположени другите тераси, наречени надзаливни, като всяка една от тях е отделена от другите под и над нея със стръмен откос.
В зависимост от произхода и строежа си речните тераси биват: ерозионни, изрязани в скалист терен, наносни, изрязани в наносни материали и смесени.
Речните тераси имат голямо стопанско значение. Това са единствените места в речните долини, годни за заселване, обработване и прекарване на удобни съобщителни линии (пътища, жп линии, тръбопроводи и др.).
Освен речни тераси има още: морски тераси (по морските крайбрежия), езерни тераси (по бреговете на езерата), структурни тераси (по склоновете на планините, вследствие на денудацията) и солифлукционни тераси (в районите с вечно замръзнала почва).